# 欧苏县
欧苏县是东帝汶民主共和国维克克区的一个县，该县面积427.17平方公里，2010年人口普查时时人口为15612，县治位于欧苏。